# Skaryszew-Kamion

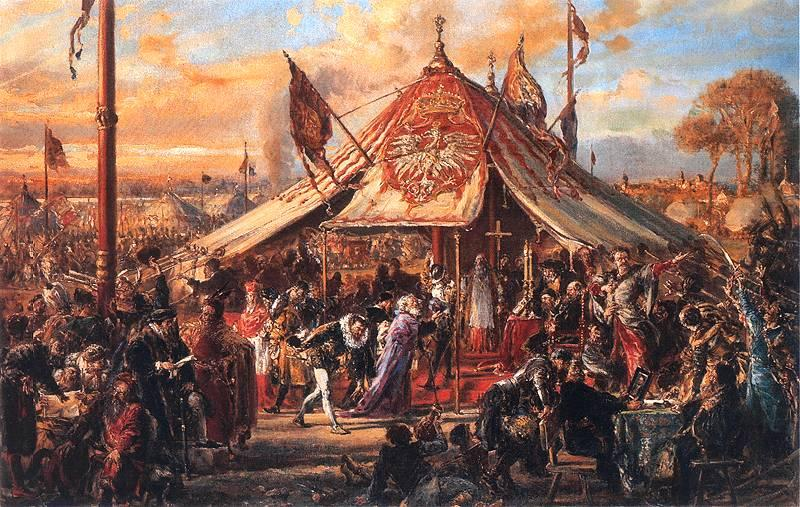
"Potęga Rzeczypospolitej u zenitu. Złota wolność. Elekcja"., Jan Matejko (wolna elekcja we wsi Kamion w 1573)

Skaryszew-Kamion, Skaryszew, Skarszew – jurydyka założona w końcu XVI wieku jako Skarszew na gruntach wsi Kamion. Wraz z pozostałymi jurydykami zlikwidowana w końcu XVIII wieku.
Obecnie większość terenu jurydyki Skaryszew znajduje się w południowej części dzielnicy Praga-Północ w Warszawie, a pozostała w północnej części dzielnicy Praga-Południe.

## Historia
Wieś Kamion znajdowała się przy przeprawie przez Wisłę na Solec i istniała już w XIII wieku. Przeprawa znajdowała się w rejonie Jeziora Kamionkowskiego, które jest obecnie fragmentem starorzecza Wisły, a w tym okresie płynęła tędy rzeka. W kwietniu i maju 1573 odbyła się tu pierwsza wolna elekcja Henryka Walezego, a w 1571 kanonik Stanisław Skarszewski założył osadę, która w 1641 otrzymała prawa miejskie. Tam 5 października 1733 stronnicy sascy ogłosili królem Polski Augusta III. 
Jurydyka była własnością kapituły płockiej, której herb nosiła: był nim herb królów burgundzkich związany z relikwiami św. Zygmunta – króla burgundzkiego przechowywanymi przez kapitułę płocką. W 1780 Kamion kupił Stanisław August Poniatowski odstępując w 1781 go swemu bratankowi Stanisławowi, zakładającemu tu jurydykę Kamion w 1790 liczącą 59 posesji. Jej centralna ulica to dzisiejsza Zamoyskiego. 

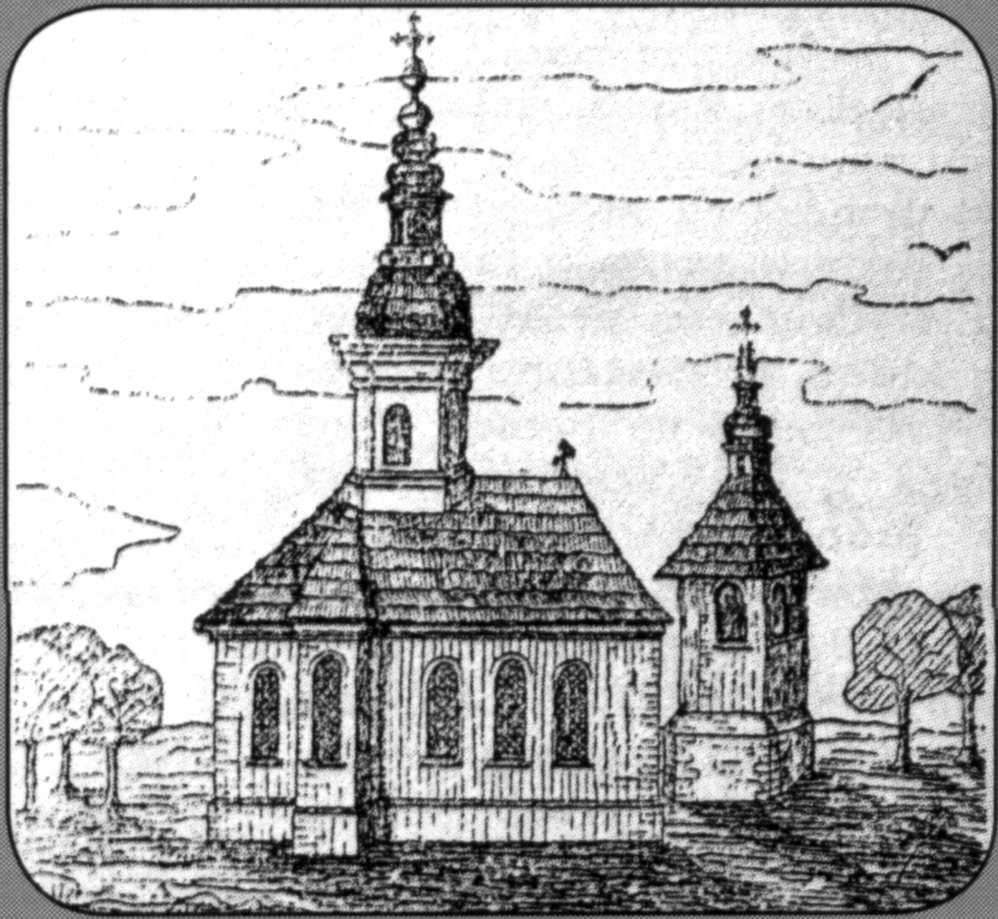
Kościół św. Stanisława na Skaryszewie, fragment panoramy baryczkowskiej

Skaryszew uczestniczył w wiślanym handlu zbożem – nad brzegiem Wisły wznosiło się tam dziesięć spichlerzy. 
Istniejący od XIII wieku drewniany kościół parafialny otoczony cmentarzem w Kamionie został spalony w czasie potopu szwedzkiego. Figura Matki Boskiej Kamionkowskiej została przeniesiona do kościoła św. Stanisława w Skaryszewie wraz z parafią. Kościół w Skaryszewie wzniesiony w 1641 został także zniszczony w czasie potopu, lecz w przeciwieństwie do kamionkowskiego został odbudowany w 1681. W latach 1773–1794 proboszczem był tu Jan Chryzostom Bohomolec (ur. 1724, zm. 1795, ex-jezuita, matematyk i profesor filozofii), młodszy brat Franciszka Bohomolca. Oprócz kościoła istniał tu cmentarz, szkoła, dzwonnica, plebania i szpital - rozbierane od 27 maja 1811, ponieważ znalazły się na zewnątrz fortyfikacji przedmostowego szańca wojsk napoleońskich. Ulica Wrzesińska dochodząca do ulicy Okrzei nosiła nazwę ulicy Kościelnej (na pamiątkę rozebranej świątyni). 
W 1794 w miejscu zniszczonej jurydyki Kamion powstał Kamionek.